# Friedrichsbrunn
Friedrichsbrunn là một đô thị ở vùng núi Harz thuộc huyện Harz, Saxony-Anhalt, Đức. Dân số cuối năm 2006 là 1038 người.
Đây là một địa điểm du lịch nổi tiếng.